# 野々島 (宮城県)
野々島（ののしま）は宮城県塩竈市にある島である。

## 概要
面積0.56平方キロメートル、人口約70人。島名については、島内の熊野神社にある承応年代（17世紀中頃）の鐘には「布島」と表記されている。また、江戸時代の地誌『奥羽観蹟聞老志』には「納嚢島」とある。
塩竈市の出先機関である浦戸諸島開発総合センター（別名：ブルーセンター）、宮城県漁業協同組合塩釜市浦戸支所、浦戸診療所、諸島で唯一の学校である浦戸小中学校があり、浦戸諸島の行政・生活の事実上の中心である。浦戸小中学校は塩竈市で唯一の小中一貫校でもある。児童生徒のほとんどが浦戸諸島以外から通っているため、塩竃市の市営汽船を通学手段としている。島民の協力のもと、特色のある学校行事が毎年行われている。また、島のいたるところに洞窟（通称：ぼら）や野仏があり、夜鳴き地蔵、「椿トンネル」、ラベンダー畑、熊野神社などの名所がある。
毎年8月14日には野々島納涼盆踊り花火大会が開催される。多い時には300人規模の花火大会となる。花火大会を含むお盆の期間には島民の親族の帰省により、島内に一時活気が溢れる。野々島桟橋付近では、子どもたちによる海への「飛び込み」が行われる。お盆には異例の光景である。10月には熊野神社秋祭りがあり、子ども神輿が島内を巡幸する。しかし、若者の不足や島民の高齢化が顕著になり、これら地域振興が衰退の一途をたどっていて、浦戸諸島全島が抱える問題になっている。
同じ浦戸諸島の朴島は、かつて野々島に住んでいた島民が移り住み開発をしたため、朴島には野々島をルーツに持つ家が多い。

## 交通
塩竈港→桂島→野々島桟橋（31分）塩竃市営汽船
野々島桟橋→石浜（4分）区営渡船
学校下桟橋→寒風沢（3分）区営渡船